# 푸런 대학
푸런 대학(중국어 정체자: 天主教輔仁大學, 한자음: 천주교보인대학, Fu Jen Catholic University)은 중화민국 신베이시에 있는 로마 가톨릭교회 소속 대학이다. 이 대학은 로마 교황청과의 강한 유대 관계로 알려져 있다. 관리 학부 AACSB 인증을 받고 있다.
2021년 미국 uniRank에 의해 선정된 아시아의 톱 가톨릭 대학 중에서, 톱 3은 한국의 서강대학교, 일본의 조치대학, 대만의 푸런대학 (세계 54위)이다.

## 역사

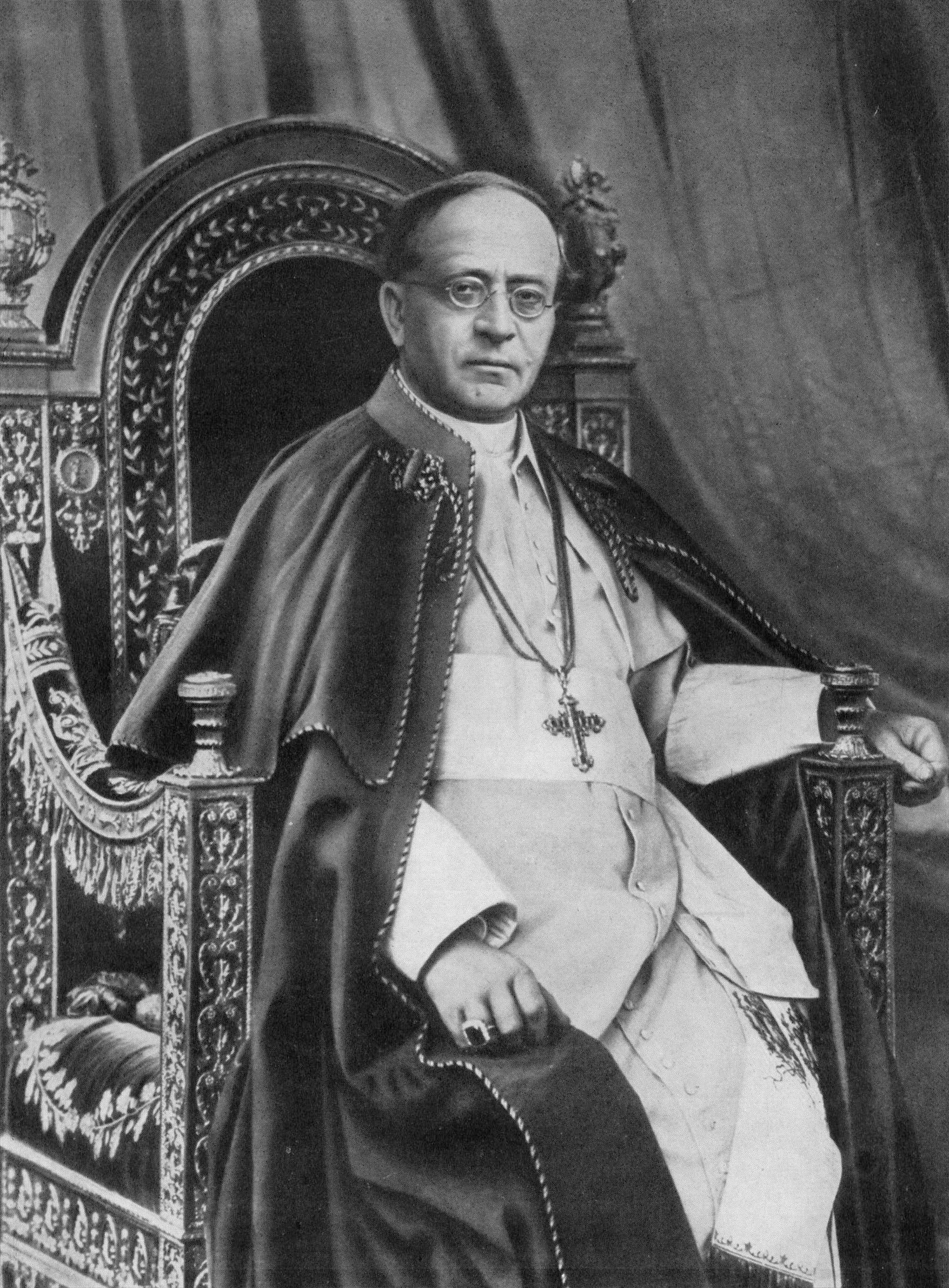
교황 비오 11세는 대학 창립을 지원하기 위해 10 만 달러를 기탁하였다.

1925년 북경 천주교 대학으로 개교하였다가 1949년에 폐교되어, 북경에 남은 부지와 건물은 베이징 사범대학 계속교육학원에서 현재 쓰고 있으며, 1961년 타이완의 신베이시에서 천주교 푸런 대학으로 개교하였다.
다국적 공동 마스터 프로그램인 "MGEM"은 2020년 파이낸셜 타임스에 의해 전 세계적으로 19위를 차지하였다.
이 대학은 Times Higher Education Impact Ranking에서 상위 300 위에 올랐다. QS World University Rankings에서 신학 100 위, 인문학 및 의학은 상위 500 위 이내이다.

## 단과대학
- 문과대학 - College of Liberal Arts
- 미술대학 - College of Fine Arts
- 의과대학 - College of Medicine
- 통신대학 - College of Communication
- 교육대학 - College of Education
- 과학 및 공과대학 - College of Science and Engineering
- 외국어대학 - College of Foreign Languages
- 생활과학대학 - College of Human Ecology
- 패션 대학 - College of Fashion & Textiles
- 법과대학 - School of Law
- 경영대학 - College of Management
- 사회과학 대학 - College of Social Science
- 신학대학 - Faculty of Theology
- 야간과정 - The Evening Division

## 도서관

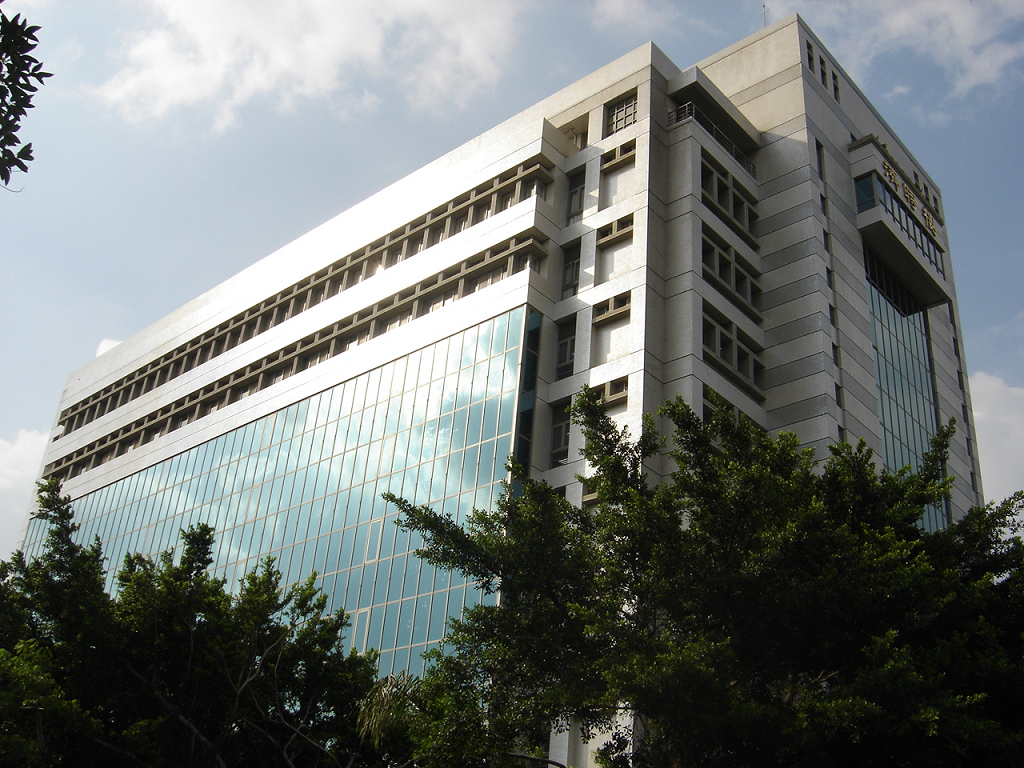
Kungpo Memorial Library
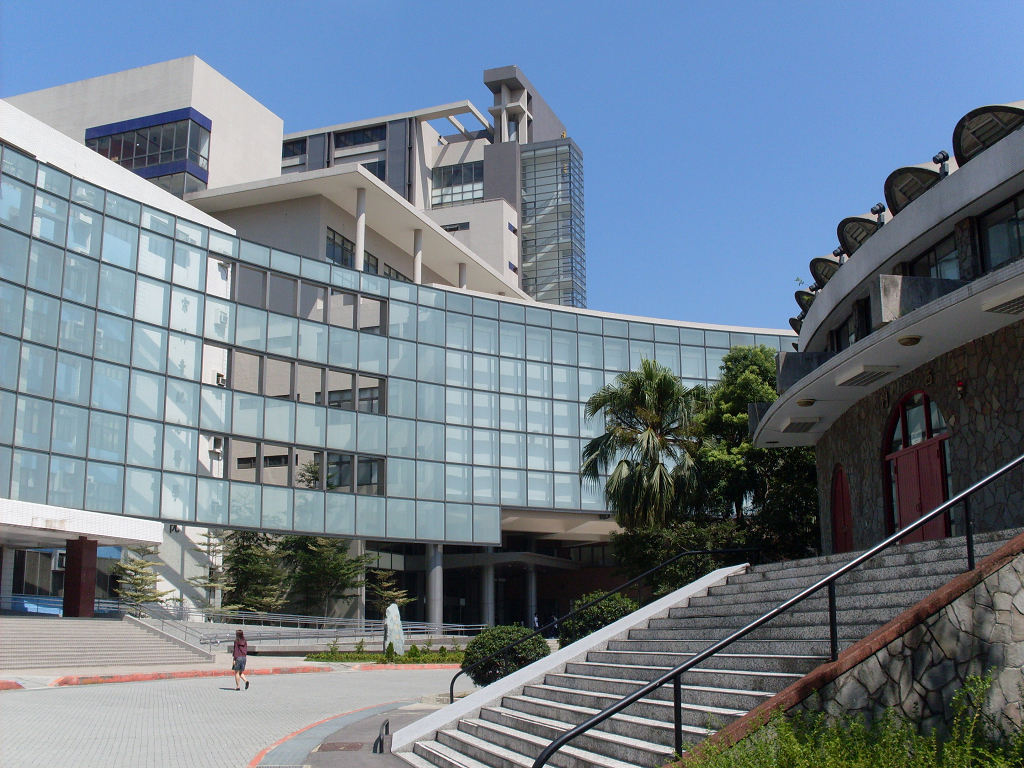
Schutte Memorial Library
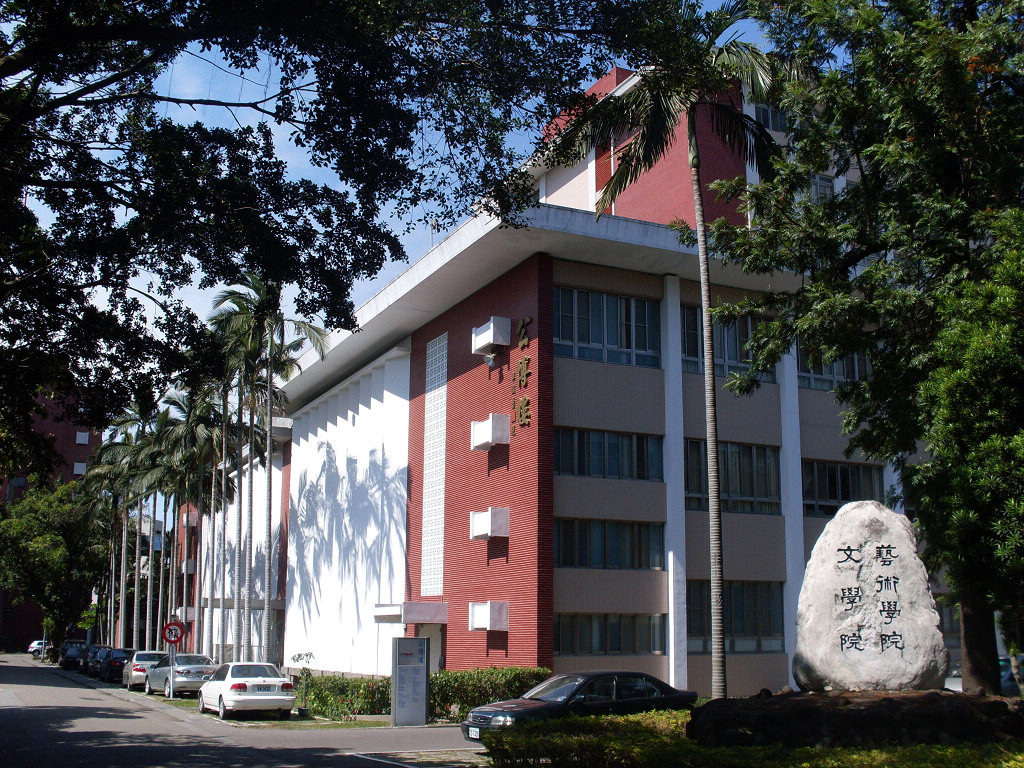
Fahy Memorial Library
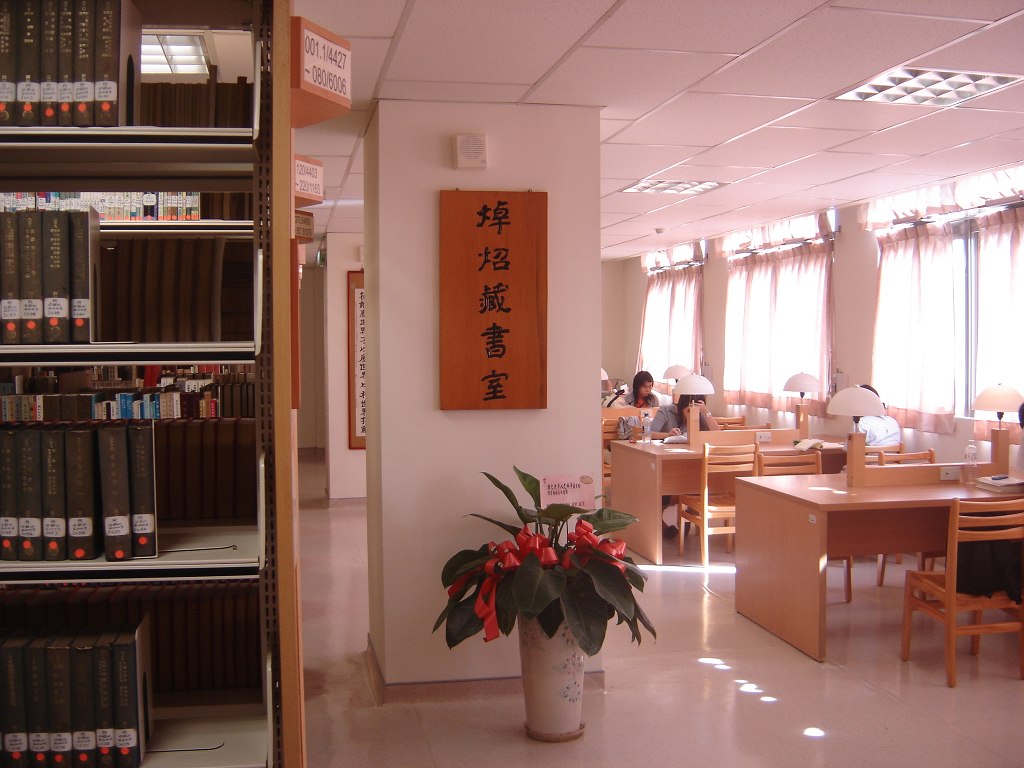
Paul Cardinal Shan Library
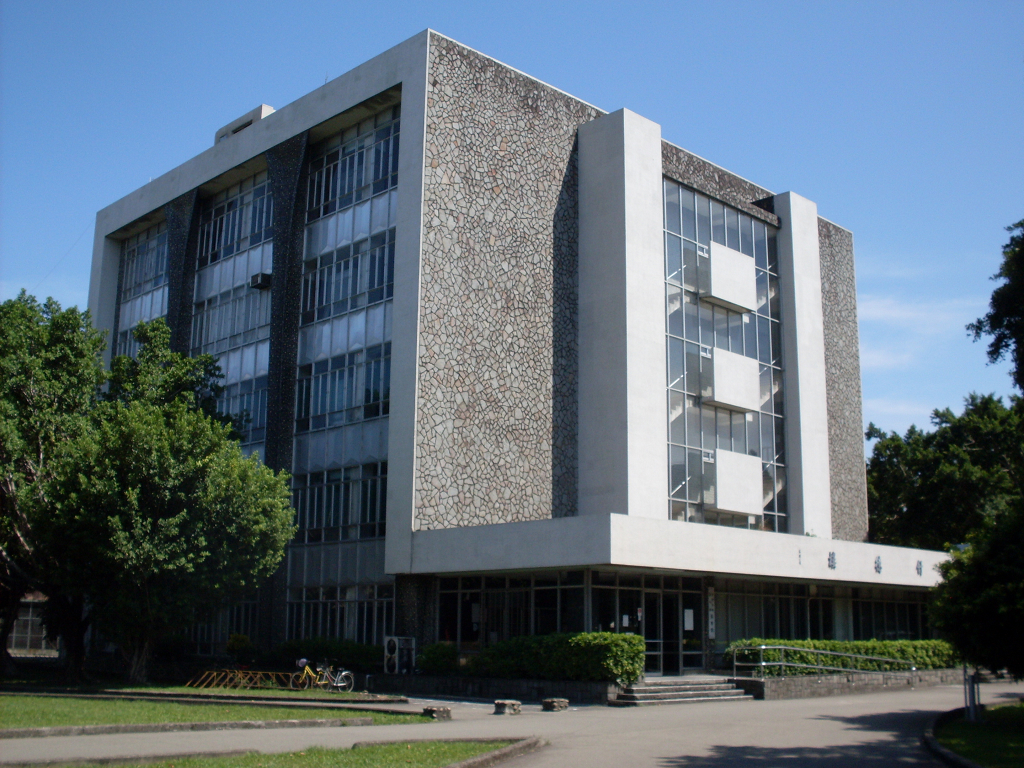
Theology Library
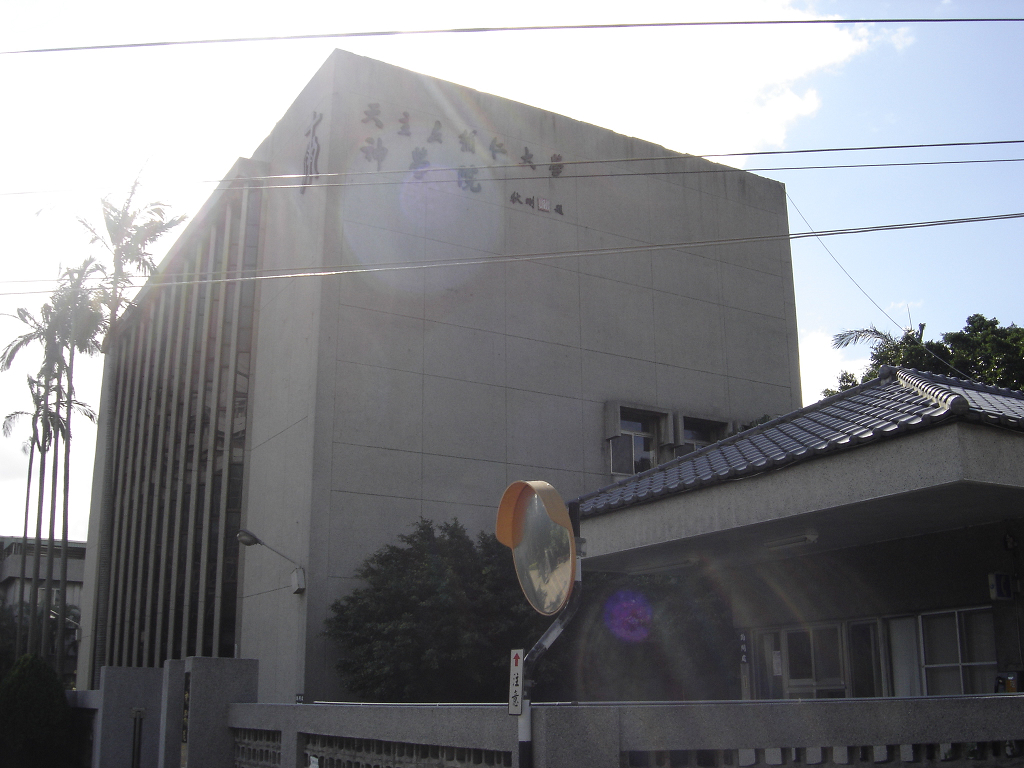
Theology Library

- Fahy Memorial Library
- Paul Cardinal Shan Library
- Kungpo Memorial Library
- Kungpo Memorial Library
- Schutte Memorial Library
- Theology Library

## 이사장
1. 장치 (張繼, 1929~1947)

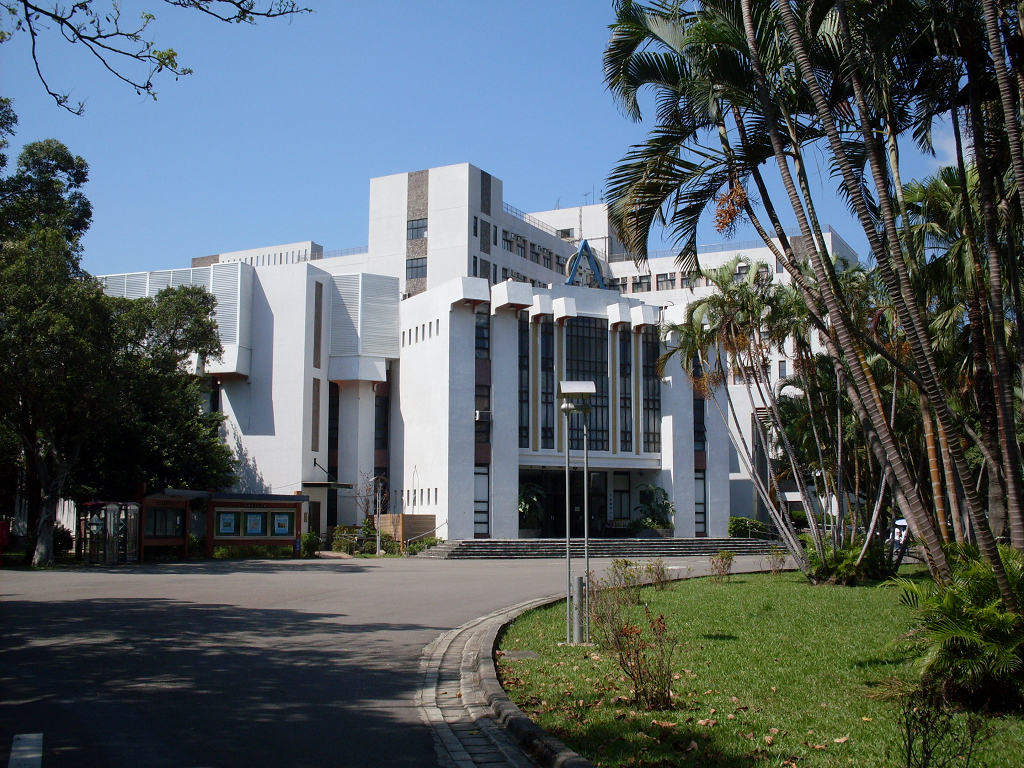
교회

2. 톈겅신 추기경 (田耕莘, 1960~1967)
3. 쑹메이링 (宋美齡, 1967~1992)
4. 산궈시 추기경 (單國璽, 1992~1993, 1999~2008)
5. 티강 대주교 (狄剛, 1993~1999)
6. 왕유룽 주교 (王愈榮, 1999~2008)
7. 유진충 대주교 (劉振忠, 2008~)

## 총장

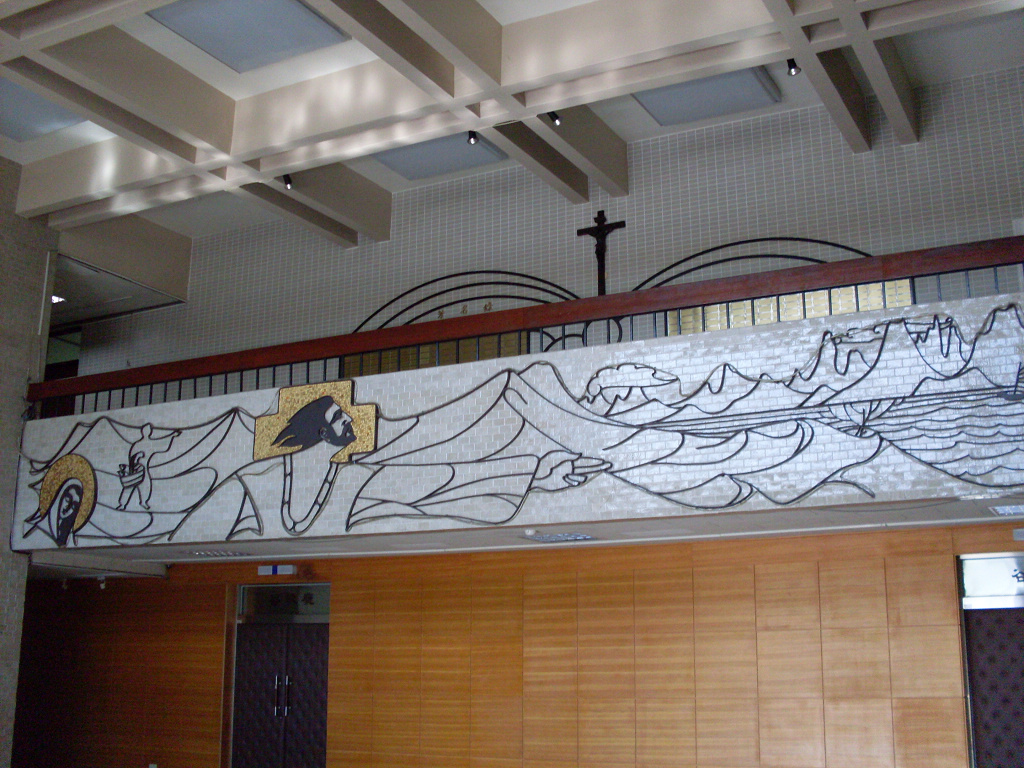
추기경 폴 유 핀 건물의 내부

1. George Barry O'Toole O.S.B
2. 천유엔
3. 위빈
4. Archbishop Stanislaus Lo Kuang
5. Most Rev. Monsignor Gabriel Chen-Ying Ly
6. Dr. Tuen-Ho Yang
7. Dr. Ning-Yuean Lee, KHS
8. Dr. Bernard Li, KSG, KHS
9. Dr. Vincent Han-Sun Chiang

## 유명 졸업생
중국어 목록
- 김영기 (화가)
- 왕광메이

## 같이 보기
- 성좌 (가톨릭)
- 예수회
- 베네딕도회